# Heideflächen mittleres Lüßplateau

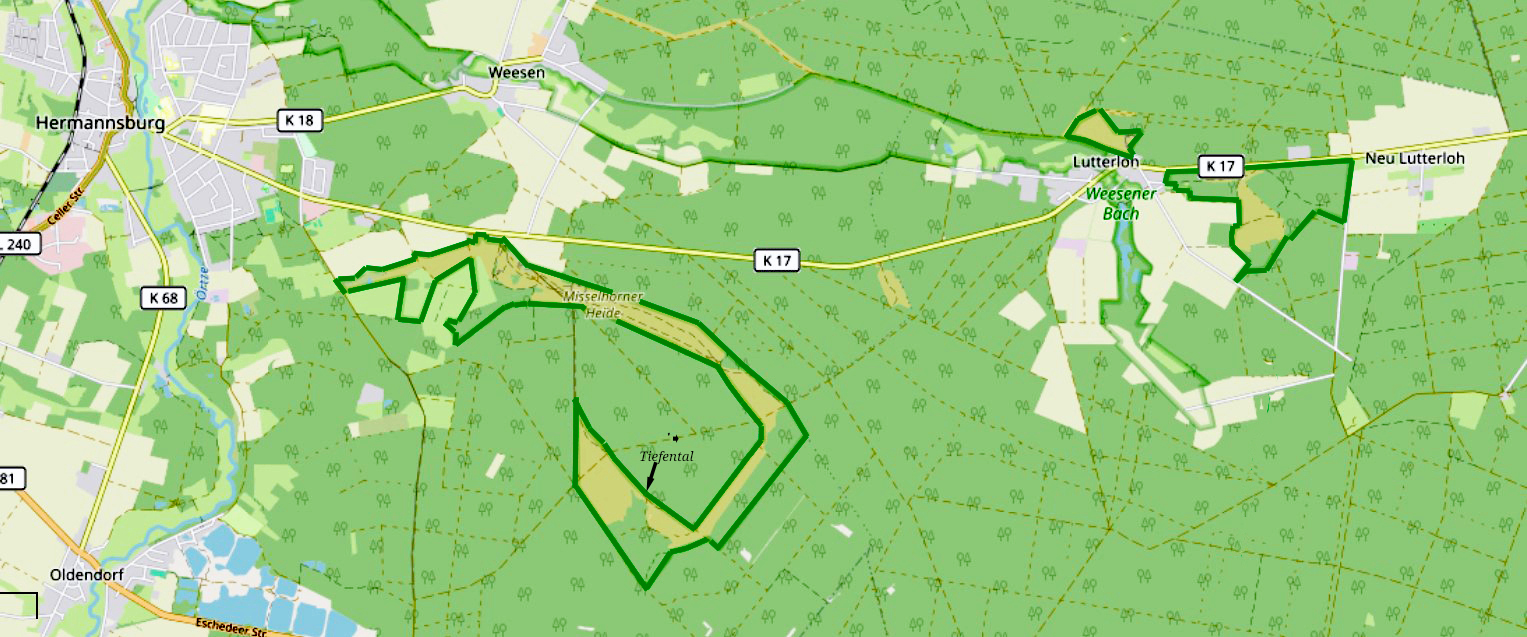
Karte mit den Einzelflächen des ehemaligen Naturschutzgebietes

Die Heideflächen mittleres Lüßplateau war ein Naturschutzgebiet in der Gemeinde Südheide im niedersächsischen Landkreis Celle. Das Naturschutzgebiet ist seit 30. Juli 2019 gelöscht und durch das neue Naturschutzgebiet "Heiden und Magerrasen in der Südheide" (LÜ 334) geschützt. Die kleine Fläche „Heidefläche am Weesener Weg“ in Lutterloh wurde nicht mit aufgenommen.

## Allgemeines
Das Naturschutzgebiet wurde zum 16. Juli 1995 ausgewiesen und umfasste bis Ende Juli 2019 drei räumlich voneinander getrennte Teilflächen mit einer Gesamtgröße von etwa 293 Hektar: Die Misselhorner Heide, die Heide am Schillohsberg und die Heideflächen am Weesener Weg.
Die beiden größeren Teilflächen des Naturschutzgebiets sind Bestandteil des FFH-Gebiets „Heiden und Magerrasen in der Südheide“ (Landes-Nr. 277, Kennung DE-3126-331), das noch mehrere andere Flächen umfasst, die kleinere Teilfläche ist Bestandteil des FFH-Gebietes „Örtze mit Nebenbächen“. Das Naturschutzgebiet ist somit Bestandteil des europäischen Schutzgebietsnetzes Natura 2000.
Zum 30. Juli 2019 wurde das Naturschutzgebiet „Heiden und Magerrasen in der Südheide“ ausgewiesen, das der Sicherung des gleichnamigen FFH-Gebietes dient. Die Teilflächen des FFH-Gebietes, die zuvor durch die Verordnung des Naturschutzgebietes „Heideflächen mittleres Lüßplateau“ geschützt waren, wurden aus diesem Naturschutzgebiet herausgelöst und Bestandteil des neuen Naturschutzgebietes, so dass lediglich die Heideflächen am Weesener Weg, die rund 11 Hektar umfassen, im alten Naturschutzgebiet verblieben. Sie grenzen nach Süden an das Naturschutzgebiet „Weesener Bach“.
Die zuständige Naturschutzbehörde ist der Landkreis Celle.

## Gebietsbeschreibung
Die Misselhorner Heide mit einem Teilgebiet, das „Tiefental“ genannt wird, hat eine Größe von circa 209 Hektar. Es beginnt 2 km östlich von Hermannsburg und besteht überwiegend aus Heideflächen. Diese sind fast ausschließlich mit der Besenheide (Calluna vulgaris) bewachsen. Nur vereinzelt findet man auf den feuchteren Standorten auch die Glocken-Heide (Erica tetralix). Auf einigen kleineren moorigen Flächen und Wasserflächen finden sich Wasserschläuche (Utricularia), eine im Wasser treibende fleischfressende Pflanzenart, die im deutschen Raum gefährdet bis teilweise stark gefährdet ist, sowie den ebenfalls geschützten Mittleren Sonnentau (Drosera intermedia), auch eine fleischfressende Pflanze. Weiter finden wir hier das geschützte Wald-Läusekraut (Pedicularis sylvatica), das sich auch auf der Roten Liste der gefährdeten Gefäßpflanzen Deutschlands befindet, und den seltenen Lungen-Enzian (Gentiana pneumonanthe). Ganz vereinzelt findet man auch noch Wollgräser auf diesen Flächen.
Am Parkplatz „Eicksberg/Tiefental“ befindet sich ein Gedenkstein, der 1999 anlässlich des 150-jährigen Bestehens der Hermannsburger Mission gesetzt wurde. Der Stein soll daran erinnern, dass nahe dieser Stelle, im Tiefental, in früheren Zeiten das Missionsfest gefeiert wurde. Es existiert ein Gemälde, datiert auf 1855, das den Gründer der Mission Ludwig Harms hier unter freiem Himmel predigend darstellt.

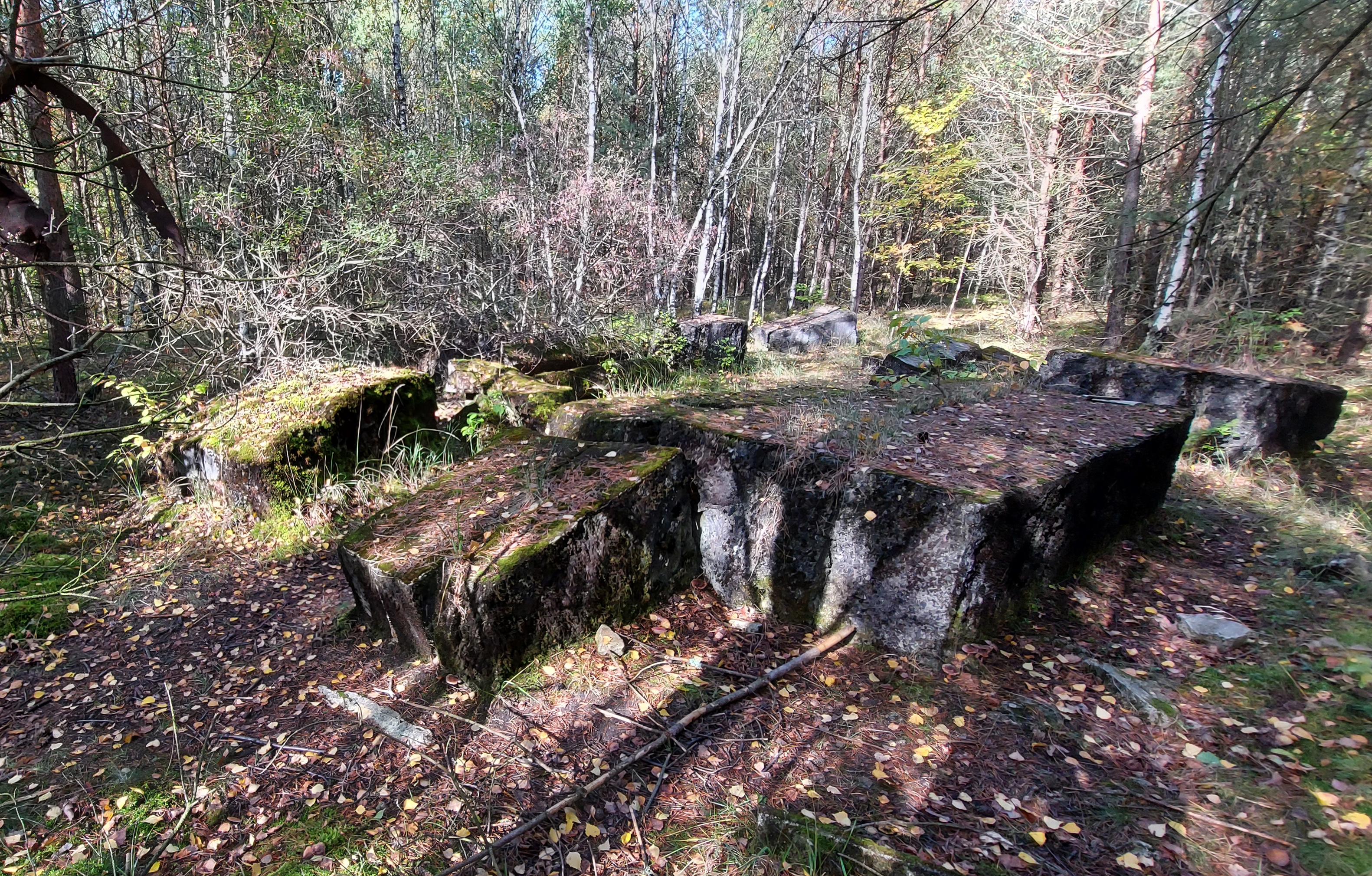
Gesprengte Überreste einer ehem. Flakstellung auf dem Eicksberg

Während des Zweiten Weltkrieges war auf dem Eicksberg in der Misselhorner Heide, 105 m über NHN, eine Flakstellung aufgebaut. Sie sollte der Sicherung des Fliegerhorstes in Fassberg dienen. Die gesprengten Überreste dieses Einrichtung sind heute noch im Wald zu sehen.
Die andere Fläche des Naturschutzgebietes, die „Heide am Schillohsberg“ hat eine Flächengröße von circa 73 Hektar. Sie liegt östlich von Lutterloh. Es ist eine reine Heidefläche, ebenso wie die „Heideflächen am Weesener Weg“ mit einer Größe von circa 11 Hektar, die unmittelbar nördlich von Lutterloh liegen und als einzige nicht Bestandteil des Naturschutzgebietes „Heiden und Magerrasen in der Südheide“ wurden.
Durch das Gebiet führen verschiedene sowohl regionale als auch internationale Wanderwege. Unter anderem der Europäische Fernwanderweg E1, der Heidschnuckenweg und der deutsche Jakobsweg Via Scandinavica.

Im Naturschutzgebiet
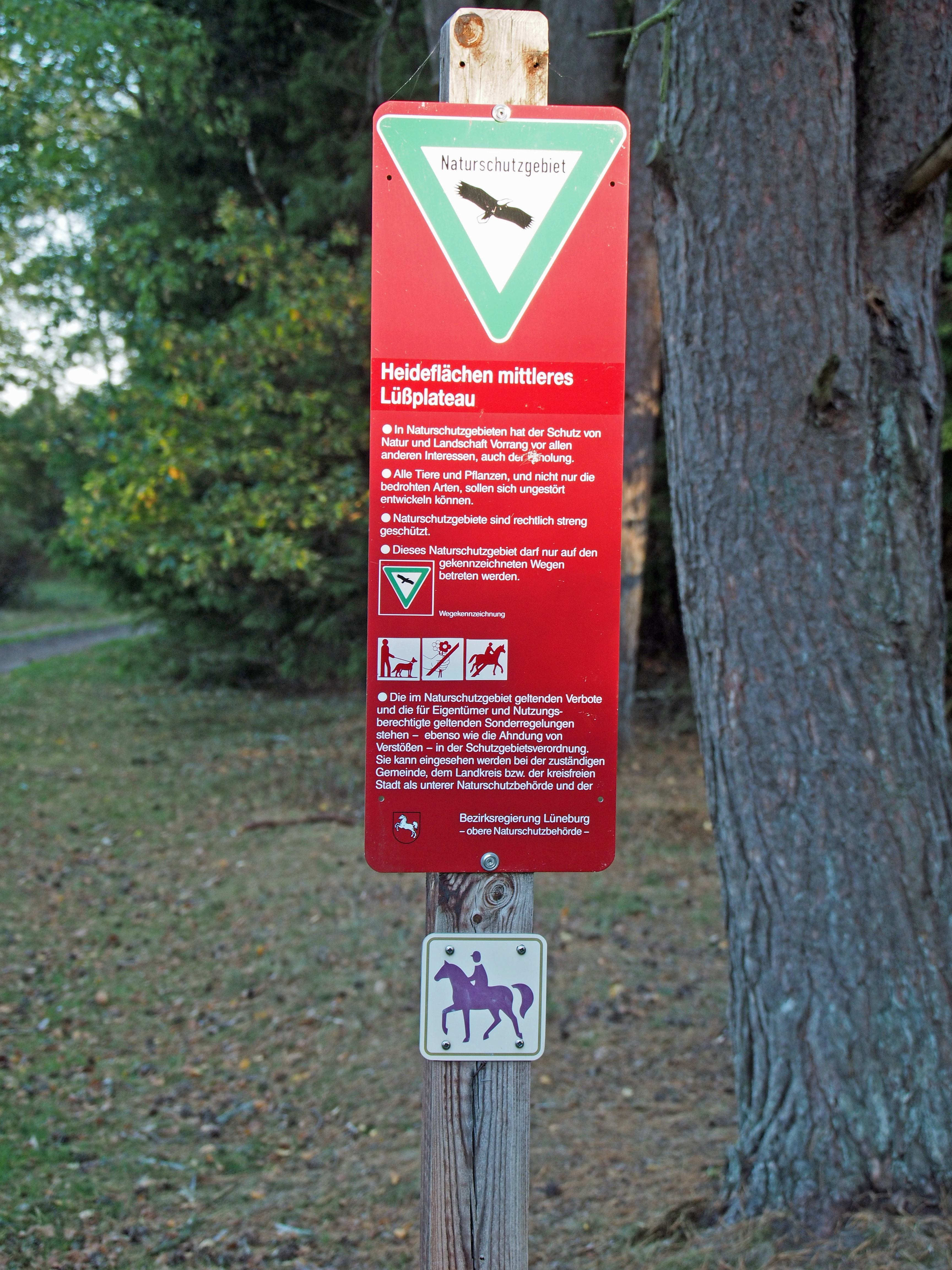
Naturschutzgebiet Hinweisschild
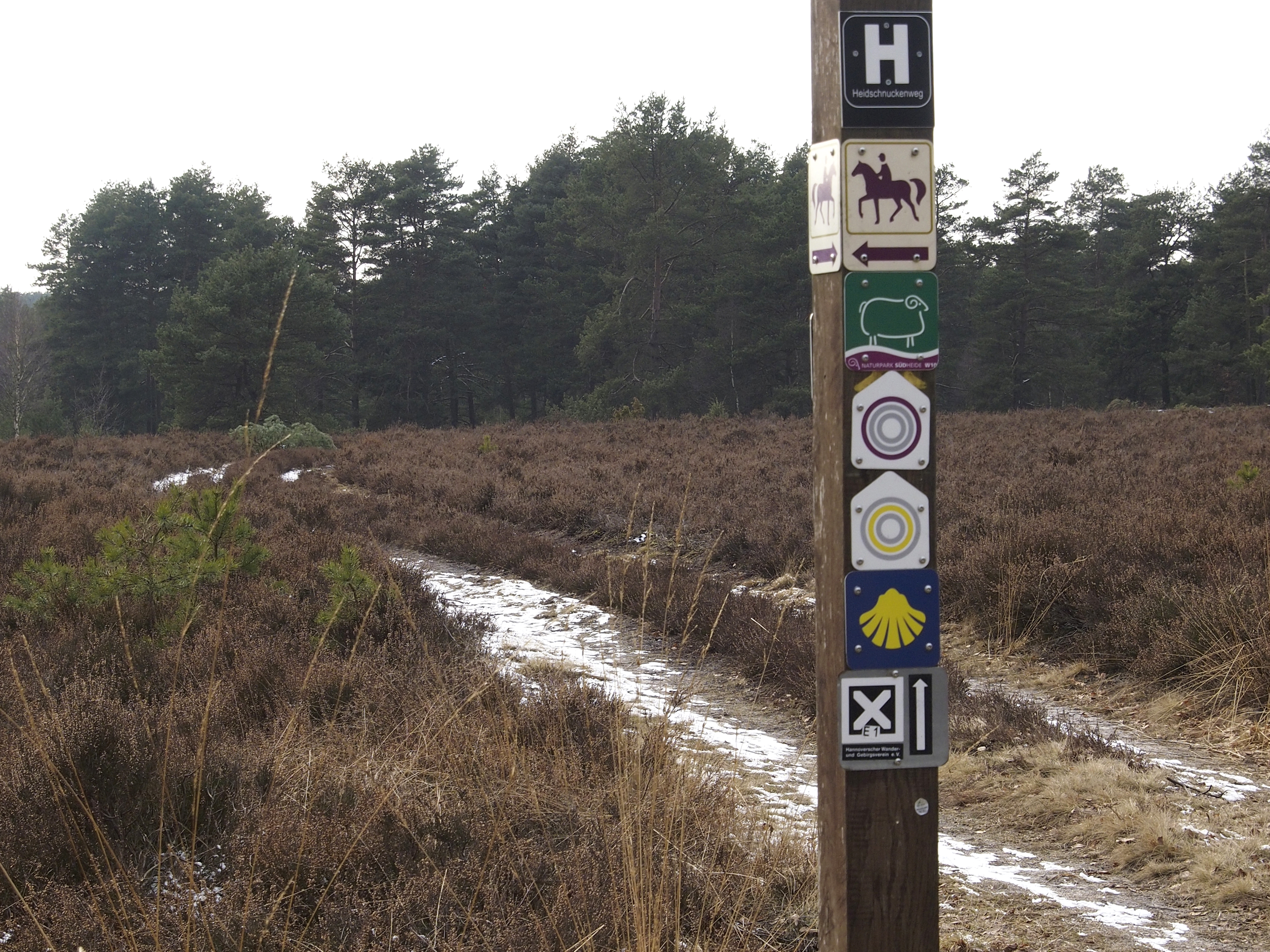
Wegweiser der Wanderwege
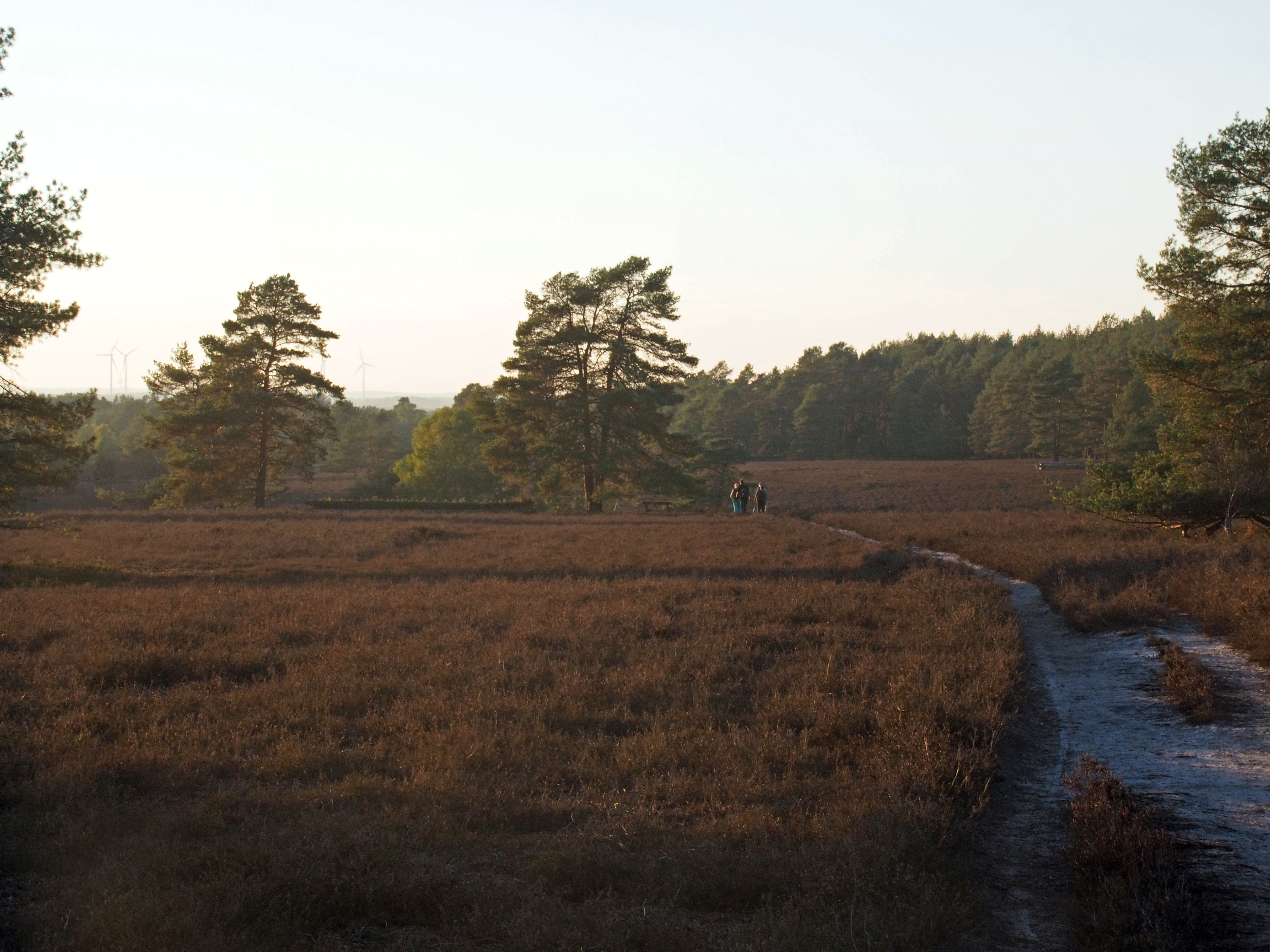
Wanderer in den Heideflächen
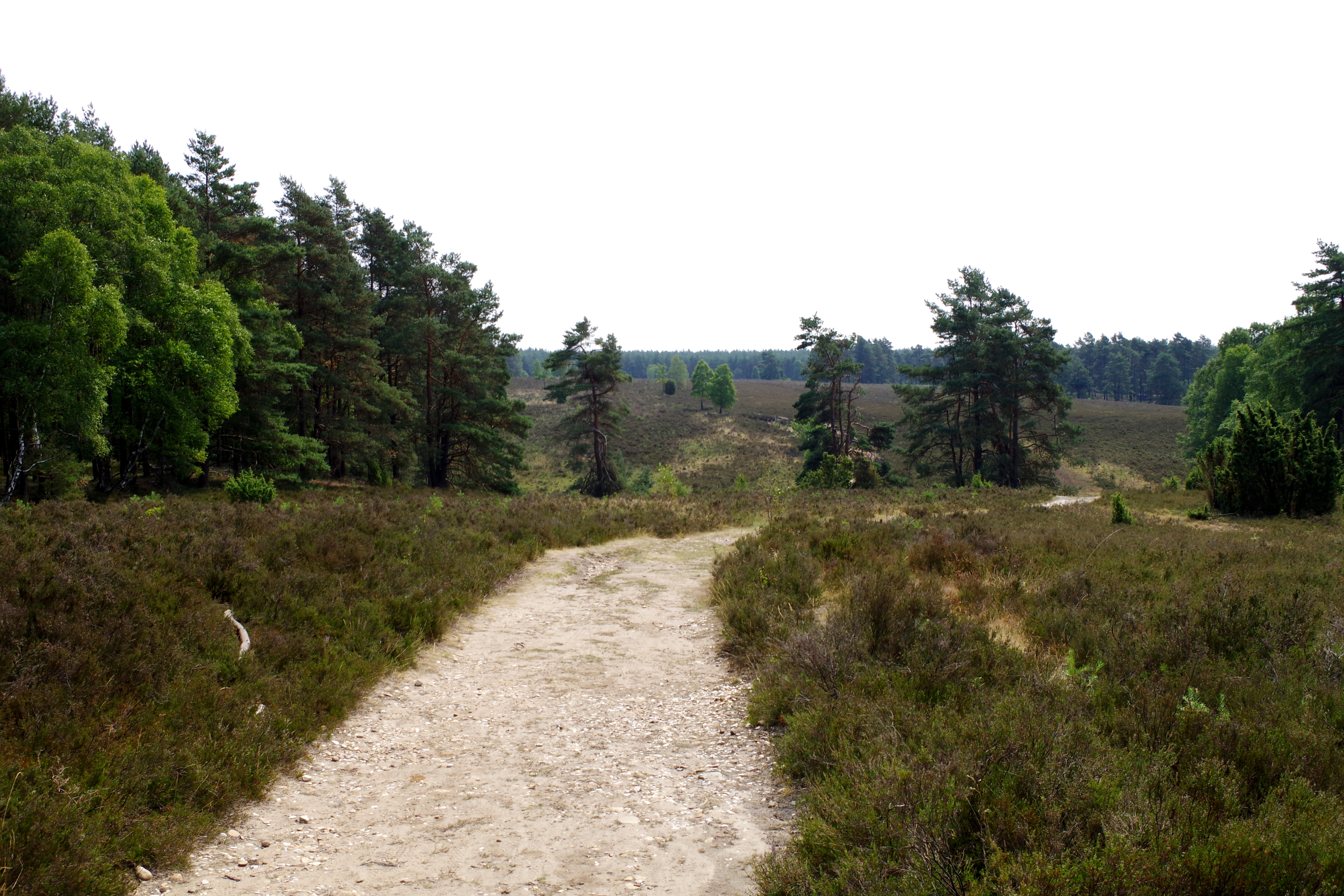
Das „Tiefental“ in der Misselhorner Heide
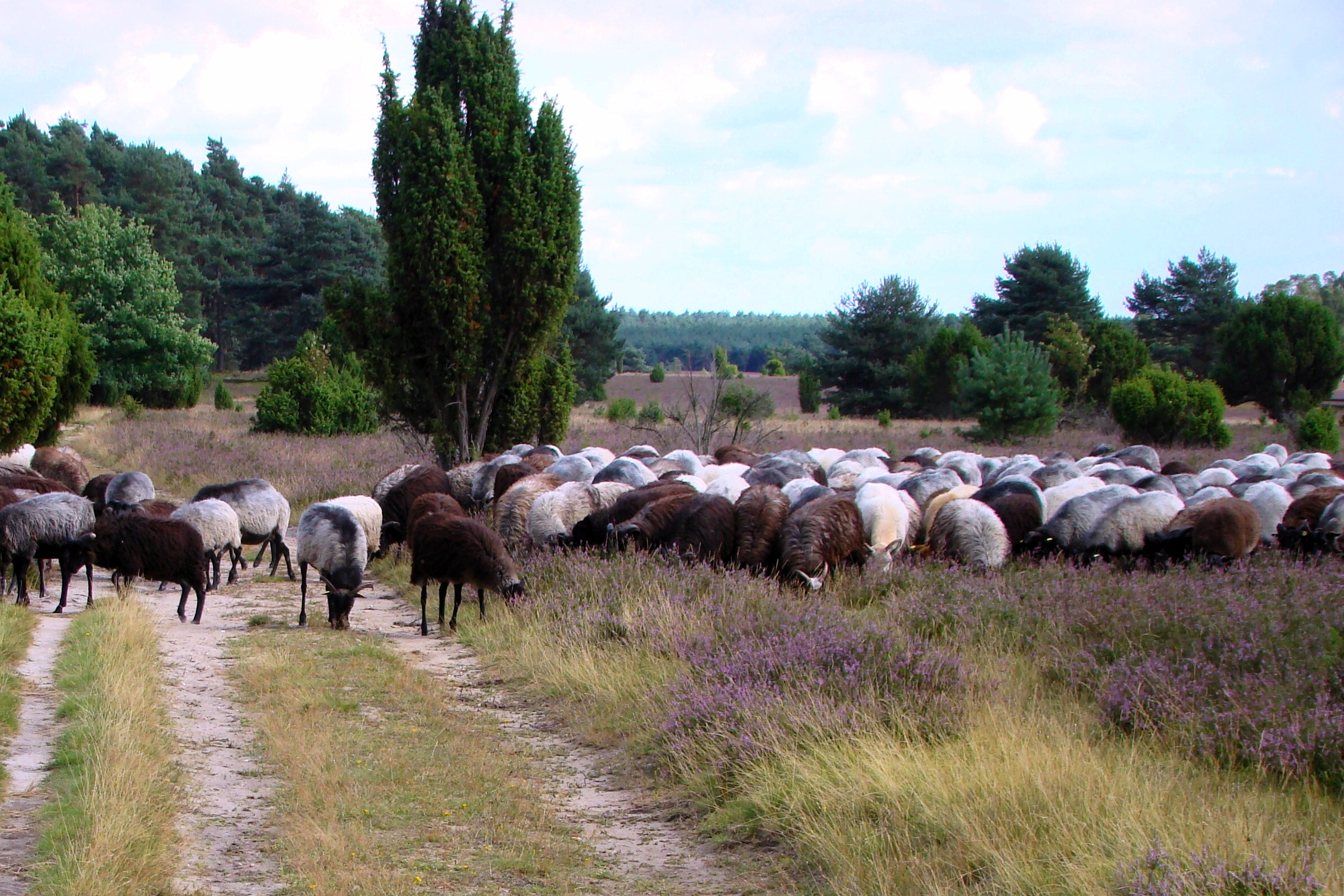
Heidschnucken in der Misselhorner Heide